# Honigleitenkogel
Der Honigleitenkogel ist ein 2440 m ü. A. hoher Berg in der Ankogelgruppe der Zentralalpen im österreichischen Bundesland Salzburg.

## Lage und Umgebung
Der Honigleitenkogel liegt in der Katastralgemeinde Böckstein der Gemeinde Bad Gastein. Sein Gipfel befindet sich an der Grenze zwischen dem Landschaftsschutzgebiet Gasteiner-Tal im Norden und dem Nationalpark Hohe Tauern im Süden. An seinen östlichen Hängen erstreckt sich die zur Ortschaft Bad Gastein gehörende Patschgenalm. Südwestlich des 2440 m ü. A. hohen Gipfels des Honigleitenkogels, jenseits der Keuchenscharte, erhebt sich der 2685 m ü. A. hohe Gipfel des Kreuzkogels.

## Geologie
Der Gipfelbereich und die westlichen Hänge des Honigleitenkogels sind von Granitgneis und Orthogneis geprägt. An den östlichen Hängen findet sich klastisches Sediment.

## Flora
An den unteren nördlichen und östlichen Hängen gibt es Bestände der Rostblättrigen Alpenrose (Rhododendron ferrugineum). Darunter schließen im Norden Zirben-Wälder und im Osten Latschen-Buschwälder an.

## Geschichte
Im 16. und 17. Jahrhundert wurden am Honigleitenkogel Gold und Pyrit abgebaut. Aus dieser Zeit sind am Westhang zwei Stollen und drei Halden dokumentiert.